# Stephen Goosson
Stephen Goosson (n. 24 martie 1889, Grand Rapids, Michigan, SUA – d. 25 martie 1973, Woodland Hills⁠(d), California, SUA) a fost un scenograf de film și regizor artistic american.

## Biografie
Născut în Grand Rapids, Michigan, Goosson a lucrat ca arhitect la Detroit, înainte de a-și începe cariera de scenograf pentru filmele realizate de producătorul Lewis J. Selznick și de compania Fox Film Corporation, cum ar fi New Movietone Follies of 1930. El a fost angajat în cele din urmă de compania Columbia Pictures, unde a fost scenograf șef timp de 25 de ani.
Goosson a câștigat Premiul Oscar pentru cele mai bune decoruri pentru filmul Lost Horizon. Decorurile sale pentru acest film au fost remarcate ca exemple remarcabile ale stilului Streamline Moderne care a atins culmea popularității sale în acel an. A realizat decorurile unor alte filme celebre precum Mr. Deeds Goes to Town, Theodora Goes Wild, The Awful Truth, Holiday, Vi-l prezint pe John Doe, The Little Foxes, The Jolson Story și Doamna din Shanghai.
Goosson a murit în urma unui accident vascular cerebral la Hills Woodland, California.

## Filmografie selectivă
- Murder in Greenwich Village (1937)

## Legături externe
- Stephen Goosson la Internet Movie Database